# 4 × 100 meter stafett för herrar i friidrott vid olympiska sommarspelen 2012
Herrarnas stafett 4 × 100 meter vid olympiska sommarspelen 2012, i London i Storbritannien avgjordes den tionde och elfte augusti på Londons Olympiastadion. Tävlingen inleddes med en försöksomgång där alla nationer deltog för att kvalificera sig till finalen. I finalen deltog 8 nationer.  Nesta Carter, Michael Frater, Usain Bolt, Asafa Powell och Dwight Thomas från Jamaica var regerande mästare efter segern i Peking 2008.

## Medaljörer
| Event         | Guld                                                                         | Guld                                                                         | Silver                                                                         | Silver                                                                         | Brons                                                                             | Brons                                                                             |
| 4 x 100 meter | Jamaica Kemar Bailey-Cole Yohan Blake Usain Bolt Nesta Carter Michael Frater | Jamaica Kemar Bailey-Cole Yohan Blake Usain Bolt Nesta Carter Michael Frater | USA Ryan Bailey Jeff Demps Trell Kimmons Justin Gatlin Tyson Gay Darvis Patton | USA Ryan Bailey Jeff Demps Trell Kimmons Justin Gatlin Tyson Gay Darvis Patton | Trinidad och Tobago Keston Bledman Marc Burns Emmanuel Callander Richard Thompson | Trinidad och Tobago Keston Bledman Marc Burns Emmanuel Callander Richard Thompson |

## Rekord
Före tävlingarna gällde dessa rekord:
| Världsrekord (WR)     | Jamaica Nesta Carter Michael Frater Yohan Blake Usain Bolt          | 37,04 sekunder | Daegu, Sydkorea | 4 sept. 2011    | [ 4 ] |
| Olympiskt rekord (OR) | Jamaica · Nesta Carter · Michael Frater · Usain Bolt · Asafa Powell | 37,10 sekunder | Beijing, Kina   | 22 augusti 2008 | [ 5 ] |
| Världsårsbästa (WL)   | ej fastställt                                                       | ej fastställt  | ej fastställt   | ej fastställt   |       |

## Program
Tider anges i lokal tid, det vill säga västeuropeisk sommartid (UTC+1).
10 augusti
19:45 – Försök
11 augusti
- 21:00 – Final

## Resultat
- Q innebär avancemang utifrån placering i heatet.
- q innebär avancemang utifrån total placering.
- DNS innebär att personen inte startade.
- DNF innebär att personen inte fullföljde.
- DQ innebär diskvalificering.
- NR innebär nationellt rekord.
- OR innebär olympiskt rekord.
- WR innebär världsrekord.
- WJR innebär världsrekord för juniorer
- AR innebär världsdelsrekord (area record) (i detta fall Oceanien)
- PB innebär personligt rekord.
- SB innebär säsongsbästa.

### Försöksomgång
Den inledande försöksomgången hölls den 10 augusti.

#### Heat 1
| Placering | Bana | Nation                | Tävlande                                                                | Tid        | Noteringar |
| --------- | ---- | --------------------- | ----------------------------------------------------------------------- | ---------- | ---------- |
| 1         | 6    | Jamaica               | Nesta Carter, Michael Frater, Yohan Blake, Kemar Bailey-Cole            | 37,39      | Q, SB      |
| 2         | 3    | Kanada                | Gavin Smellie, Oluseyi Smith, Jared Connaughton, Justyn Warner          | 38,05      | Q, SB      |
| 3         | 7    | Nederländerna         | Brian Mariano, Churandy Martina, Giovanni Codrington, Patrick van Luijk | 38,29      | Q, NR      |
| 4         | 8    | Brasilien             | Aldemir da Silva Junior, Sandro Viana, Nilson Andre, Bruno de Barros    | 38,35      | SB         |
| 5         | 5    | Kina                  | Guo Fan, Liang Jiahong, Su Bingtian, Zhang Peimeng                      | 38,38      | NR         |
| 6         | 4    | Saint Kitts och Nevis | Lestrod Roland, Jason Rogers, Antoine Adams, Brijesh Lawrence           | 38,41      | NR         |
| 7         | 9    | Italien               | Simone Collio, Jacques Riparelli, Davide Manenti, Fabio Cerutti         | 38,58      | SB         |
| 99        | 2    | Storbritannien        | Christian Malcolm, Dwain Chambers, Danny Talbot, Adam Gemili            | DQ (37,93) |            |

#### Heat 2
| Placering | Bana | Nation              | Tävlande                                                                    | Tid   | Noteringar |
| --------- | ---- | ------------------- | --------------------------------------------------------------------------- | ----- | ---------- |
| 1         | 7    | USA                 | Jeff Demps, Darvis Patton, Trell Kimmons, Justin Gatlin                     | 37,38 | Q, NR      |
| 2         | 9    | Japan               | Ryota Yamagata, Masashi Eriguchi, Shinji Takahira, Shota Iizuka             | 38,07 | Q, SB      |
| 3         | 4    | Trinidad och Tobago | Richard Thompson, Marc Burns, Emmanuel Callender, Keston Bledman            | 38,10 | Q, SB      |
| 4         | 5    | Frankrike           | Jimmy Vicaut, Christophe Lemaitre, Pierre-Alexis Pessonneaux, Ronald Pognon | 38,15 | q          |
| 5         | 2    | Australien          | Anthony Alozie, Isaac Ntiamoah, Andrew McCabe, Josh Ross                    | 38,17 | q, AR      |
| 6         | 3    | Polen               | Kamil Masztak, Dariusz Kuć, Robert Kubaczyk, Kamil Kryński                  | 38,31 | NR         |
| 7         | 6    | Tyskland            | Julian Reus, Tobias Unger, Alexander Kosenkow, Lucas Jakubczyk              | 38,37 |            |
| 8         | 8    | Hongkong            | Tang Yik Chun, Lai Chun Ho, Ng Ka Fung, Tsui Chi Ho                         | 38,61 |            |

### Final
Finalen ägde rum den 11 augusti.
| Placering | Bana | Nation              | Tävlande                                                                    | Tid        | Noteringar |
| --------- | ---- | ------------------- | --------------------------------------------------------------------------- | ---------- | ---------- |
| 1         | 6    | Jamaica             | Nesta Carter, Michael Frater, Yohan Blake, Usain Bolt                       | 36,84      | WR OR NR   |
| 2         | 7    | USA                 | Trell Kimmons, Justin Gatlin, Tyson Gay, Ryan Bailey                        | 37,04      | NR         |
| 3         | 9    | Trinidad och Tobago | Keston Bledman, Marc Burns, Emmanuel Callender, Richard Thompson            | 38,12      |            |
| 4         | 3    | Frankrike           | Jimmy Vicaut, Christophe Lemaitre, Pierre-Alexis Pessonneaux, Ronald Pognon | 38,16      |            |
| 5         | 4    | Japan               | Ryota Yamagata, Masashi Eriguchi, Shinji Takahira, Shota Iizuka             | 38,35      |            |
| 6         | 8    | Nederländerna       | Brian Mariano, Churandy Martina, Giovanni Codrington, Patrick van Luijk     | 38,39      |            |
| 7         | 2    | Australien          | Anthony Alozie, Isaac Ntiamoah, Andrew McCabe, Joshua Ross                  | 38,43      |            |
| 99        | 5    | Kanada              | Gavin Smellie, Oluseyi Smith, Jared Connaughton, Justyn Warner              | DQ (38,07) | R 163.3a   |